# Citharinus gibbosus
Citharinus gibbosus és una espècie de peix de la família dels citarínids i de l'ordre dels caraciformes.

## Morfologia
- Els mascles poden assolir 61 cm de longitud total i 4.400 g de pes.[4][5]

## Hàbitat
És un peix d'aigua dolça i de clima tropical.

## Distribució geogràfica
Es troba a Àfrica: conca del riu Congo (incloent-hi el llac Tanganyika).